# لنگرماهی‌های جنوبگان
لنگرماهی‌های جنوبگان (نام علمی: Bathylutichthys) نام یک سرده از بالاخانواده لنگرماهی است.